# St. Marien (Eishausen)

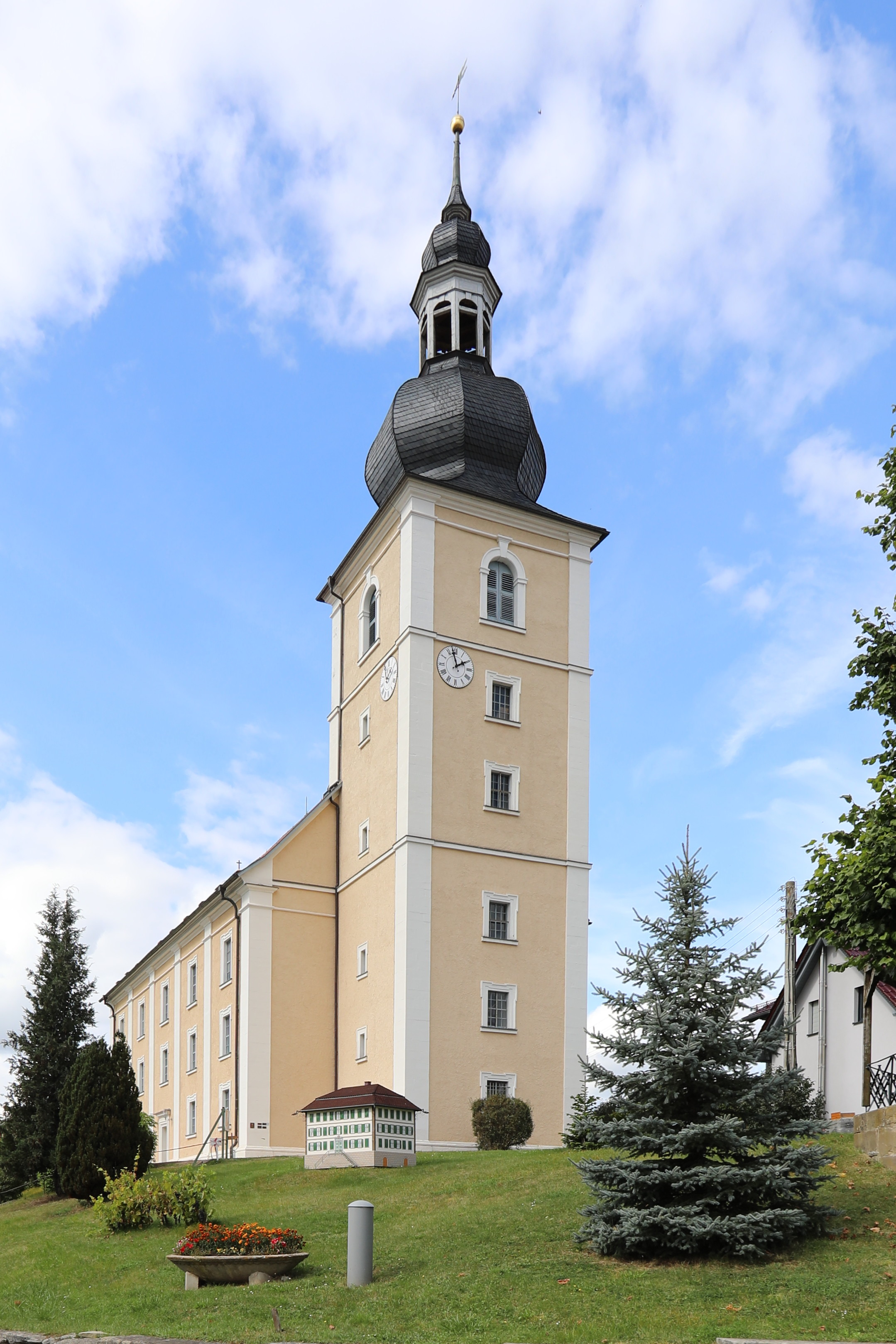
St. Marien, Eishausen

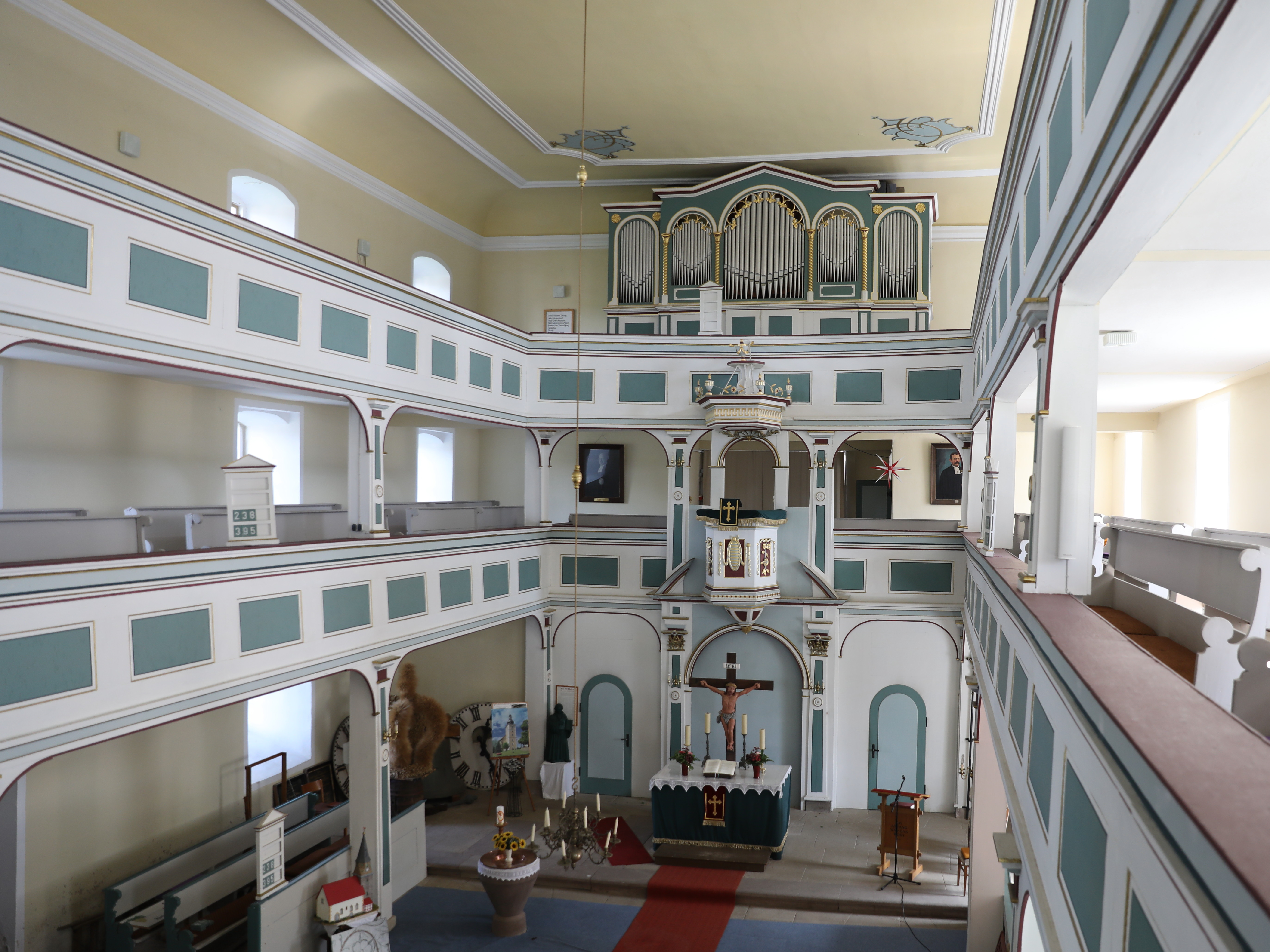
Innenraum

Die evangelisch-lutherische Kirche St. Marien steht in Eishausen, einem Ortsteil der Gemeinde Straufhain im Landkreis Hildburghausen (Thüringen).

## Geschichte
Eine Kirche in Eishausen wurde erstmals 1075 im Diözesanregister zu Coburg erwähnt. Ab 1317 war es eine eigenständige Pfarrei, die auch die Orte Steinfeld, Adelhausen, Massenhausen, Stressenhausen, Streufdorf und Seidingstadt betreute. 1451 bis 1460 ließen die Ritter von Hesseburg eine neue Kirche errichten, die den Namen Lorenzkirche trug. 1525 wurde die Reformation eingeführt. Da nach dem Dreißigjährigen Krieg in Eishausen nur noch 13 Einwohner lebten, wurde der Ort 1646 dem Kirchensprengel der Pfarrei Streufdorf zugeordnet. 1739/40 veranlasste die Gemeinde wegen Baufälligkeit den Abbruch des Gotteshauses. Bis 1749 entstand unter dem Erb- und Gerichtsherr zu Eishausen, Carl Johann von Heßberg, das heutige Kirchengebäude, das seitdem Marienkirche genannt wird. Umfangreiche Instandsetzungsmaßnahmen wurden 1985 bis 1987 im Inneren durchgeführt. Das Dach wurde 1994 neu gedeckt und die Turmhaube 1998 erneuert. Von 2008 bis 2017 wurde die Außenfassade abschnittsweise saniert.

## Architektur
Die stattliche Chorturmkirche steht auf einer kleinen Anhöhe. Ihr Äußeres prägen ein hohes Langhaus mit rotem Satteldach und ein sechsgeschossiger Turm mit achteckiger, verschieferter Zwiebelhaube, darüber eine Laterne sowie eine kleine Zwiebelkuppel und eine Helmspitze. Die Fassaden sind durch kräftig profilierte Gesimse und vorstehende Wandpilaster aus farbigem Sandstein gegliedert. Die fünfachsigen Längsfassaden haben in jeder Achse in jedem der drei Geschosse ein rechteckiges Fenster, wodurch das Innere bei Sonnenschein lichtdurchflutet ist. Der rechteckige Innenraum ist nüchtern und streng gestaltet. Er hat eine stuckierte Flachdecke und eine umlaufende, zweigeschossige Empore. Über dem Altar tritt in der unteren Empore die Kanzel hervor. Darüber ist in der oberen Empore die Orgel angeordnet. Hinter dem Altar befinden sich ein abgetrennter Gemeinderaum, der als Winterkirche genutzt wird, und die Sakristei unter dem Kirchturm, die ein spätgotisches, rippenloses Kreuzgewölbe hat. Unter der Kirche befindet sich eine Gruft, in der die Herren von Heßberg bestattet sind.

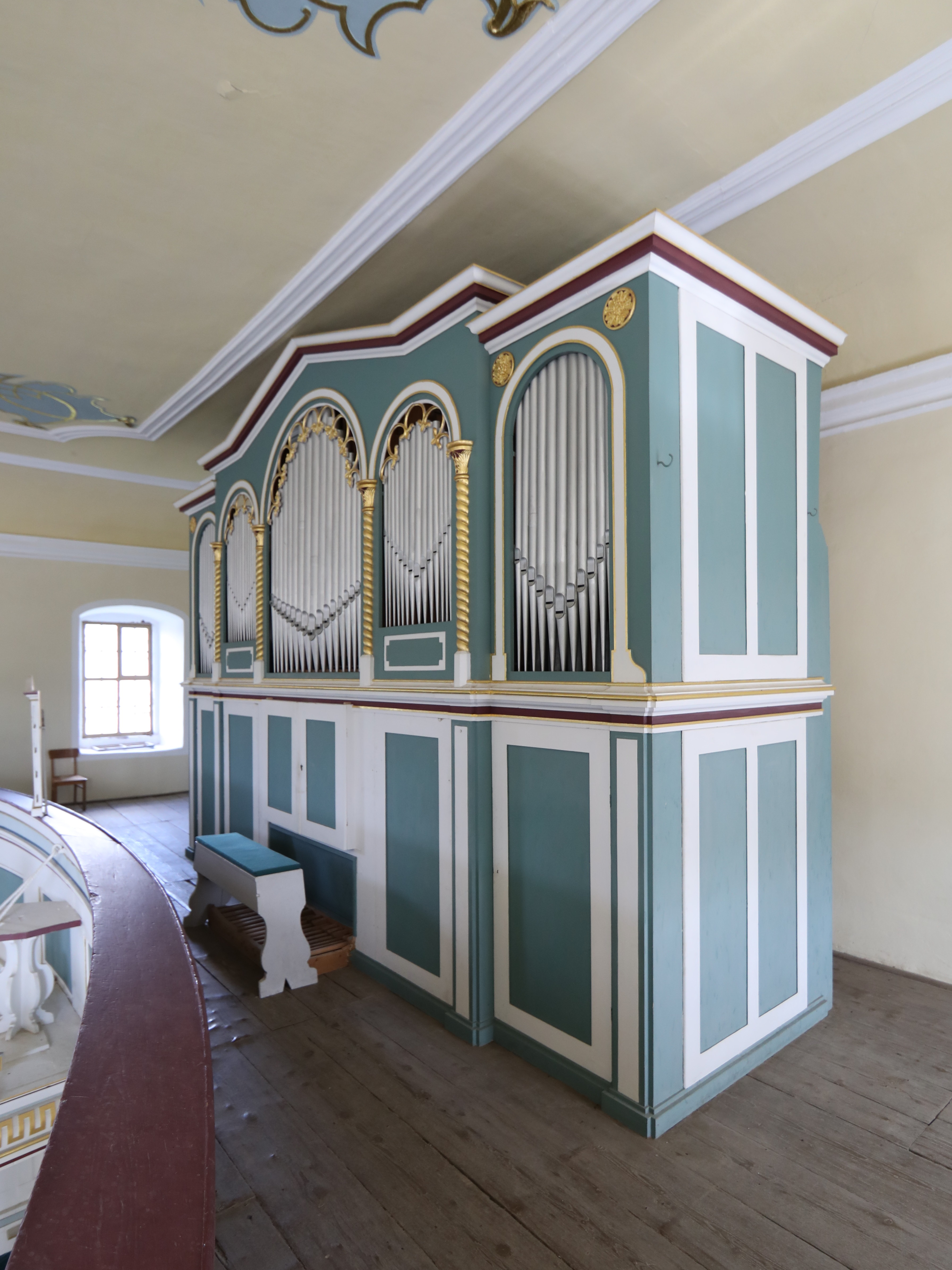
Orgel

## Ausstattung
Im Kirchturm hängen drei Glocken. Die älteste Bronzeglocke ist aus dem Jahr 1833. Die Orgel stammt aus der Werkstatt von Michael Schmidt aus Schmiedefeld und wurde 1864 eingeweiht. 2020/21 erfolgte eine Restaurierung. Sie verfügt über zwei Manuale und 24 Register. Im Gemeinderaum hängen zwei alte Epitaphe.